# 国府

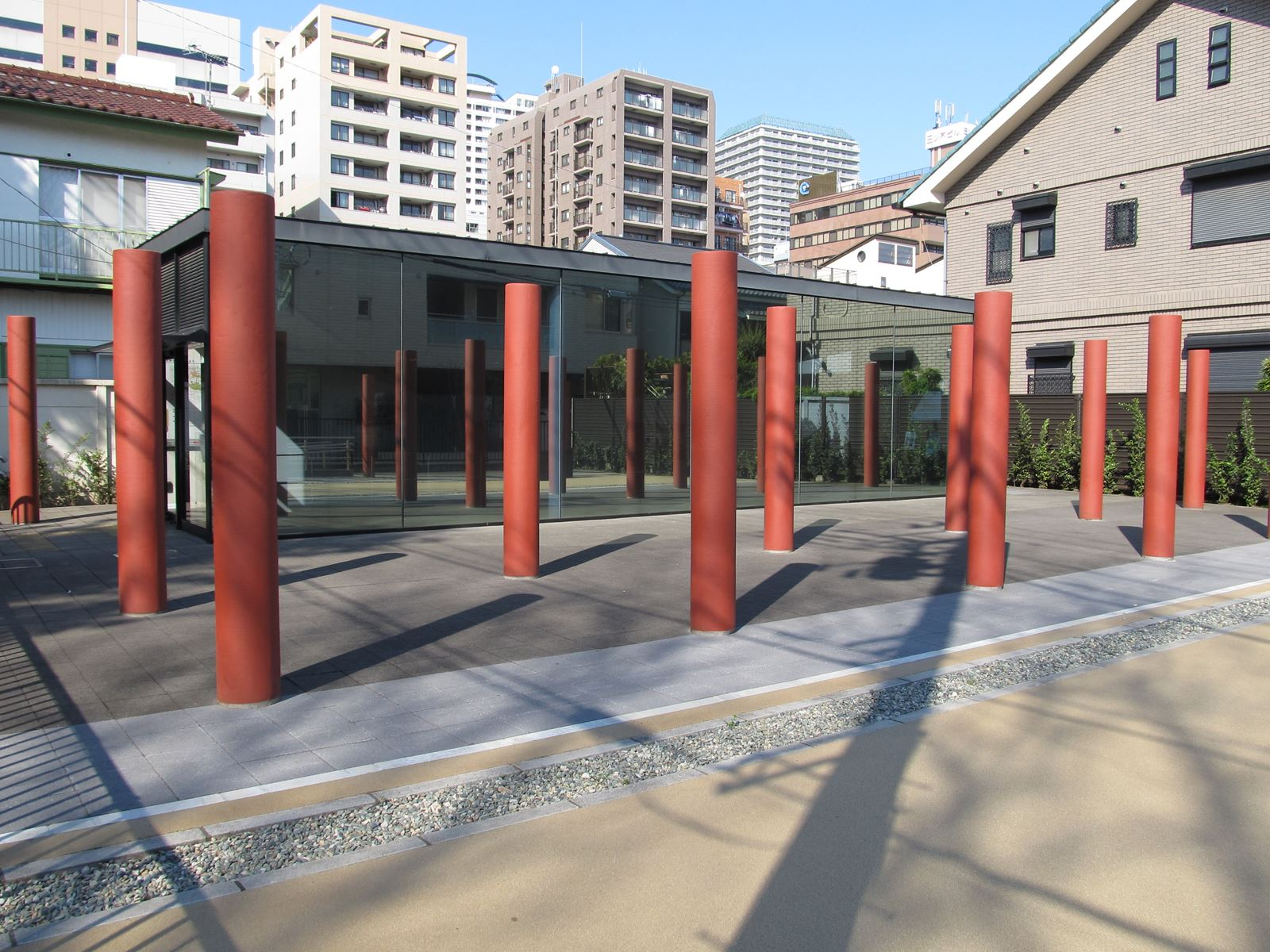
東京都府中市にある武蔵国府跡 （国衙の遺構）

国府（こくふ/こう）は、日本の奈良時代から平安時代に、令制国の国司が政務を執る施設（国庁）が置かれた都市。
国府付近には国庁のほかにも国分寺・国分尼寺、総社（惣社）が設置され、各国における政治的中心都市であるとともに司法・軍事・宗教の中心部であった。なお『和名抄』によると、古くは「国」ではなく「島」とされた壱岐や対馬には「島府」が置かれたとされる（まだ確定はされていない）。
律令制の衰退にともない立地の優位性を失い廃れたり所在不明になった国府もある一方、いくつかの国府所在地は、現在でも静岡市・姫路市・岡山市・大分市など大きな都市として発展している。

## 国府の施設と配置
律令において、令制国の中心地である国府には、国司が政務を執った国庁等重要施設が設置されており、国庁の周囲は土塀等によって区画されていた。国庁とその周りの役所群を国衙（こくが）といい、それらの都市域を総称して国府という。現在は役所群のほうを国衙、都市のほうを国府と分けて用いているが、国府と国衙を同一視する説もある。その説によると、国府と国衙は、同時代的には置換可能な語で、歴史的には国府の方が先行し、8世紀には専ら国府という言葉が用いられ、平安時代後期以降に国衙が一般的になったとされている。
各国の差が小さいのは中心となる国庁で、区画の中に中庭を囲んで正殿、東脇殿、西脇殿を冂字形に配置し、南に正門を持つ。外形上最も整備された形では、南門から出る南北道と、これと交差する東西道が中心街路をなし、その他の官衙、国司館、その他施設が区画割りして配置される。しかし多くの場合国庁を取り巻く建物群の配置の規律は緩い。国府の内と外を区分する外郭線は、国府が城柵に置かれた様な例外を除き存在しない。
国府に限らず、律令制時代の日本では役所の建物を曹司といい、これ等がまとまった一区画を院と呼んだ。国司館は、守館、介館など、国司の為に用意された公邸である。元々、国司は国庁で政務を執ったが、平安時代中期以降、国司館が政務の中心になった。国府には正倉が付属するが、奈良時代には徴税実務上郡の重要性が大きく、地方の正倉は大部分郡衙にあった（例として静岡県藤枝市の志太郡衙）。また工房があって、国府勤務の官人の需要に応じ、都に送る調庸物を生産した。役所や工房で働く人には、国厨（国府厨）から給食が出された。周囲には工房で働いたり様々な雑務を行う労働者が住む竪穴建物群や、更に市場もあった。水運の為に国府津と呼ばれる港が設けられることあった。また、都と各国府間における短時間での情報伝達と都への税の運搬のため、駅路（七道駅路）が造られた。
741年（天平13年）以降、国ごとに国分寺と国分尼寺が建てられることになったが、それ以前から国府機能と密着した付属寺院を持つ国もあった。平安時代には更に総社が指定された。
これ等の施設が一箇所に集中して建てられると都市的な景観になったが、距離を置いて分散する例も多かった。国衙には国司の他、史生、国博士、国医師、徭丁などの職員が勤務しており、小国で数十人、大国では数百人の人数規模だった。全体としての人口は、畿内以西の各国や大宰府の様に多い所で2、3千人に達したと推定されている。

## 国府の推定と発掘
国府は、室町時代には完全に消滅し、所在不明となった所が多かった。和名類聚抄が国府があった郡を伝えるが、それ以上に絞り込むのは難しかった。1960年代までの研究では、「国府（こう）」、「国分寺」、「総社」、あるいはそれと似た地名が探索され、他の状況証拠と併せて様々に位置が推理された。しかし推定地は通常複数唱えられ、決め手を欠いた。国府の具体像に関する知識は皆無に近かった。
1964年に近江国府が発掘されてから、国府跡の遺跡が次々と発掘されるようになり、状況は劇的に変わった。併せて郡衙、国分寺等の遺跡も見つかり、これらと照らし合わせて国府に共通する特徴が浮かび上がってきた。奈良時代から平安時代前半の国府は、区画と正殿・脇殿等で構成される国庁（政庁）の存在が他の施設にはない特徴で、これが国府の中心施設であった。したがって、国庁を発見した時点で国府位置確定とみなされている。
発掘が始まった当初、国府は平城京や平安京のような中央の都城の縮小版と考えられていた。方形の外郭線を持つ都市が国府で、その中心に国衙という役所群、更にその要に国庁があるという三重構造が想定された。発掘が進むと、国府に明確な外郭線が存在しないこと、都市域は付け足し程度で官衙域を包み込むほどの広がりを持たないことなどが判明した。しかし、計画的な道路の敷設は認められる。下野国国庁の南正面に南北道路が、伊勢国では国庁北側の一部に方格地割りが、大宰府では10世紀の方格地割りが認められる。
2007年現在、国府位置が判明した国は多いが、なお不明の国もある。国府の発掘は面積的に一つの都市を掘り出すのに等しいため、位置が確定しても全貌を完全に解明したことにはならない。各地で国府の発掘調査が続いている。

## 国府の一覧表（国府所在郡）を記載した史料
1. 『和名類聚抄』20巻本
2. 『色葉字類抄』とその増補版の『伊呂波字類抄』10巻本
3. 『拾芥抄（しゅうがいしょう）』
4. 易林本の『節用集』

- サイト上の大学図書館のデジタルアーカイブシステムなどで、原文の詳細を読むことができる。
- 各史料によって、国府の異同、国府の記載なし、国府所在郡のみで郷名の記載なし、などから、国府の時代による移転説、国府所在候補地が複数挙がり論争になる。
- 史料が平安時代中期以降の編纂のため大化の改新～平安時代初期の初期国府と史料記載国府は違うと見る説、国分寺や総社のあった場所に国府もあったと見る説などがあり、国府の選定には注意を要する。

## 一覧
「所在郡」は『和名類聚抄』・『拾芥抄』・『伊呂波字類抄』に記載されたもので、異なる場合は各々を記載（類：和名類聚抄、拾：拾芥抄、伊：伊呂波字類抄）。「所在地」の（推定）は推定地、変遷したと推測されるものには番号を付記。
便宜上、史跡には「国衙跡」・「国庁跡」という名称のものも追加（史跡名称に附指定は省略）。ただし、表のもの以外に異説もある。
| 国名   | 等級 | 所在郡名                          | 所在地                                                          | 史跡指定     | 史跡指定       |
| 国名   | 等級 | 所在郡名                          | 所在地                                                          | 名称         | 指定           |
| ------ | ---- | --------------------------------- | --------------------------------------------------------------- | ------------ | -------------- |
| 畿内   |      |                                   |                                                                 |              |                |
| 山城国 | 上国 | （類）河陽離宮 （拾）乙訓郡       | 1.（推定）京都府木津川市山城町上狛                              |              |                |
| 山城国 | 上国 | （類）河陽離宮 （拾）乙訓郡       | 2.（推定）京都府京都市右京区太秦                                |              |                |
| 山城国 | 上国 | （類）河陽離宮 （拾）乙訓郡       | 3.（推定）京都府長岡京市神足                                    |              |                |
| 山城国 | 上国 | （類）河陽離宮 （拾）乙訓郡       | 4.（推定）京都府乙訓郡大山崎町大山崎 （河陽離宮［離宮八幡宮］） |              |                |
| 大和国 | 大国 | 高市郡                            | （推定）奈良県大和郡山市今国府町または高市郡高取町下土佐        |              |                |
| 河内国 | 大国 | （類）志紀郡 （拾）大県郡         | 大阪府藤井寺市国府・惣社 (志貴県主神社付近)                     |              |                |
| 和泉国 | 下国 | 和泉郡                            | 大阪府和泉市府中町                                              |              |                |
| 摂津国 | 上国 | （類）記載なし （拾）西生郡       | 1.（推定）大阪府大阪市天王寺区国分町・生野区生野西              |              |                |
| 摂津国 | 上国 | （類）記載なし （拾）西生郡       | 2.（推定）大阪府大阪市中央区法円坂または森ノ宮中央              |              |                |
| 東海道 |      |                                   |                                                                 |              |                |
| 伊賀国 | 下国 | 阿拝郡                            | 三重県伊賀市坂之下                                              | 伊賀国庁跡   | 国の史跡       |
| 伊勢国 | 大国 | 鈴鹿郡                            | 1. 三重県鈴鹿市広瀬町                                           | 伊勢国府跡   | 国の史跡       |
| 伊勢国 | 大国 | 鈴鹿郡                            | 2. （推定）三重県鈴鹿市国府町                                   |              |                |
| 志摩国 | 下国 | 英虞郡                            | 三重県志摩市阿児町国府                                          |              |                |
| 尾張国 | 上国 | 中島郡                            | 愛知県稲沢市国府宮町                                            |              |                |
| 三河国 | 上国 | 宝飯郡                            | 愛知県豊川市白鳥町                                              | 三河国府跡   | 国の史跡       |
| 遠江国 | 上国 | （類）豊田郡 （拾）磐田郡         | 静岡県磐田市見附                                                |              |                |
| 駿河国 | 上国 | 安倍郡                            | 静岡県静岡市葵区長谷町                                          |              |                |
| 伊豆国 | 下国 | 田方郡                            | （推定）静岡県三島市泉町                                        |              |                |
| 甲斐国 | 上国 | 八代郡                            | 1.（推定）山梨県笛吹市春日居町国府                              |              |                |
| 甲斐国 | 上国 | 八代郡                            | 2.（推定）山梨県笛吹市一宮町国分・一宮町東原                    |              |                |
| 甲斐国 | 上国 | 八代郡                            | 3.（推定）山梨県笛吹市御坂町国衙                                |              |                |
| 相模国 | 上国 | （類）大住郡 （伊）余綾郡         | 1.（推定）神奈川県平塚市四之宮（最有力候補地）                  |              |                |
| 相模国 | 上国 | （類）大住郡 （伊）余綾郡         | 1.（推定）神奈川県海老名市国分北・国分南                        |              |                |
| 相模国 | 上国 | （類）大住郡 （伊）余綾郡         | 1.（推定）神奈川県伊勢原市笠窪三ノ輪または比々多                |              |                |
| 相模国 | 上国 | （類）大住郡 （伊）余綾郡         | 2.（推定）神奈川県中郡大磯町国府本郷（移転先候補地）            |              |                |
| 武蔵国 | 大国 | 多磨郡                            | 東京都府中市宮町                                                | 武蔵国府跡   | 国の史跡       |
| 安房国 | 中国 | 平群郡                            | 千葉県南房総市府中                                              |              |                |
| 上総国 | 大国 | 市原郡                            | （推定）千葉県市原市惣社                                        |              |                |
| 下総国 | 大国 | 葛餝郡                            | 千葉県市川市国府台                                              |              |                |
| 常陸国 | 大国 | 茨城郡                            | 茨城県石岡市石岡ほか                                            | 常陸国府跡   | 国の史跡       |
| 東山道 |      |                                   |                                                                 |              |                |
| 近江国 | 大国 | 栗太郡                            | 滋賀県大津市神領・大江                                          | 近江国府跡   | 国の史跡       |
| 美濃国 | 上国 | 不破郡                            | 岐阜県不破郡垂井町府中                                          | 美濃国府跡   | 国の史跡       |
| 飛騨国 | 下国 | 大野郡                            | （推定）岐阜県高山市七日町または国府町                          |              |                |
| 信濃国 | 上国 | 筑摩郡                            | 1.（推定）長野県上田市古里                                      |              |                |
| 信濃国 | 上国 | 筑摩郡                            | 2.（推定）長野県松本市大村                                      |              |                |
| 上野国 | 大国 | 群馬郡                            | 群馬県前橋市元総社町                                            |              |                |
| 下野国 | 上国 | 都賀郡                            | 栃木県栃木市田村町                                              | 下野国庁跡   | 国の史跡       |
| 陸奥国 | 大国 | 宮城郡                            | 1.宮城県仙台市太白区郡山                                        | 郡山官衙遺跡 | 国の史跡       |
| 陸奥国 | 大国 | 宮城郡                            | 2.宮城県多賀城市市川                                            | 多賀城跡     | 国の特別史跡   |
| 出羽国 | 上国 | 平鹿郡                            | 1.山形県酒田市城輪                                              | 城輪柵跡     | 国の史跡       |
| 出羽国 | 上国 | 平鹿郡                            | 2.（推定）秋田県秋田市寺内                                      |              |                |
| 北陸道 |      |                                   |                                                                 |              |                |
| 若狭国 | 中国 | 遠敷郡                            | 福井県小浜市府中                                                |              |                |
| 越前国 | 大国 | 丹生郡                            | 福井県越前市国府                                                |              |                |
| 加賀国 | 上国 | 能美郡                            | 石川県小松市古府                                                |              |                |
| 能登国 | 中国 | 能登郡                            | 石川県七尾市古府町または府中町                                  |              |                |
| 越中国 | 上国 | 射水郡                            | 富山県高岡市伏木古国府                                          |              |                |
| 越後国 | 上国 | 頸城郡                            | 新潟県上越市国府                                                |              |                |
| 佐渡国 | 中国 | 雑太郡                            | （推定）新潟県佐渡市真野                                        |              |                |
| 山陰道 |      |                                   |                                                                 |              |                |
| 丹波国 | 上国 | 桑田郡                            | 1.（推定）京都府亀岡市千代川町拝田                              |              |                |
| 丹波国 | 上国 | 桑田郡                            | 2.（推定）京都府南丹市八木町北屋賀国府                          |              |                |
| 丹後国 | 中国 | 加佐郡                            | 京都府宮津市府中                                                |              |                |
| 但馬国 | 上国 | 気多郡                            | 1. 未詳                                                         |              |                |
| 但馬国 | 上国 | 気多郡                            | 2. 兵庫県豊岡市日高町祢布（祢布ヶ森遺跡）                       |              |                |
| 因幡国 | 上国 | （類）法美郡 （拾）法味郡・邑美郡 | 鳥取県鳥取市国府町中郷                                          | 因幡国庁跡   | 国の史跡       |
| 伯耆国 | 上国 | 久米郡                            | 鳥取県倉吉市国府                                                | 伯耆国府跡   | 国の史跡       |
| 出雲国 | 上国 | 意宇郡                            | 島根県松江市竹矢町・大草町・山代町                              | 出雲国府跡   | 国の史跡       |
| 石見国 | 中国 | 那賀郡                            | 島根県浜田市下府町                                              |              |                |
| 隠岐国 | 下国 | 周吉郡                            | 島根県隠岐郡隠岐の島町下西                                      |              |                |
| 山陽道 |      |                                   |                                                                 |              |                |
| 播磨国 | 大国 | 餝磨郡                            | 兵庫県姫路市城東町・国府寺町                                    |              |                |
| 美作国 | 上国 | 苫東郡                            | 岡山県津山市総社                                                |              |                |
| 備前国 | 上国 | 御野郡                            | 岡山県岡山市中区国府市場                                        | 備前国庁跡   | 岡山県指定史跡 |
| 備中国 | 上国 | 賀夜郡                            | 岡山県総社市金井戸（北国府・南国府）                            | 伝備中国府跡 | 総社市指定史跡 |
| 備後国 | 上国 | 葦田郡                            | 広島県府中市府川町                                              | 備後国府跡   | 国の史跡       |
| 安芸国 | 上国 | 安芸郡                            | 広島県安芸郡府中町                                              |              |                |
| 周防国 | 上国 | 佐波郡                            | 山口県防府市国衙・惣社町・警固町                                | 周防国衙跡   | 国の史跡       |
| 長門国 | 中国 | 豊浦郡                            | 山口県下関市長府                                                |              |                |
| 南海道 |      |                                   |                                                                 |              |                |
| 紀伊国 | 上国 | 名草郡                            | 和歌山県和歌山市府中                                            |              |                |
| 淡路国 | 下国 | 三原郡                            | 兵庫県南あわじ市神代國衙                                        |              |                |
| 阿波国 | 上国 | 名東郡                            | 徳島県徳島市国府町府中                                          |              |                |
| 讃岐国 | 上国 | 阿野郡                            | 香川県坂出市府中町                                              | 讃岐国府跡   | 国の史跡       |
| 伊予国 | 上国 | 越智郡                            | （推定）愛媛県今治市桜井                                        |              |                |
| 土佐国 | 中国 | 長岡郡                            | 高知県南国市国分                                                | 土佐国衙跡   | 高知県指定史跡 |
| 西海道 |      |                                   |                                                                 |              |                |
| 筑前国 | 上国 | 御笠郡                            | （推定）福岡県太宰府市国分または通古賀                          |              |                |
| 筑後国 | 上国 | 御井郡                            | 福岡県久留米市合川町                                            | 筑後国府跡   | 国の史跡       |
| 豊前国 | 上国 | 京都郡                            | 1.福岡県京都郡みやこ町国作（旧仲津郡）                          | 豊前国府跡   | 福岡県指定史跡 |
| 豊前国 | 上国 | 京都郡                            | 2.（推定）福岡県行橋市上津熊・下津熊                            |              |                |
| 豊後国 | 上国 | 大分郡                            | 大分県大分市古国府                                              |              |                |
| 肥前国 | 上国 | 小城郡                            | 佐賀県佐賀市大和町大字久池井                                    | 肥前国庁跡   | 国の史跡       |
| 肥後国 | 大国 | （類）益城郡 （拾）益城郡・飽田郡 | 1.（推定）熊本県熊本市南区城南町宮地（益城国府）                |              |                |
| 肥後国 | 大国 | （類）益城郡 （拾）益城郡・飽田郡 | 2.熊本県熊本市中央区国府本町（託麻国府）                        |              |                |
| 肥後国 | 大国 | （類）益城郡 （拾）益城郡・飽田郡 | 3.（推定）熊本県熊本市西区二本木府中（飽田国府）                |              |                |
| 日向国 | 中国 | 児湯郡                            | 宮崎県西都市三宅国分                                            | 日向国府跡   | 国の史跡       |
| 大隅国 | 中国 | （類）桑原郡 （拾）贈於郡         | 鹿児島県霧島市国分府中町                                        |              |                |
| 薩摩国 | 中国 | （類）記載なし （拾）記載なし     | 鹿児島県薩摩川内市国分寺町・御陵下町                            |              |                |
| 壱岐国 | 下国 | 石田郡                            | （推定）長崎県壱岐市芦辺町那賀または同市石田町湯岳興触          |              |                |
| 対馬国 | 下国 | 下県郡                            | 長崎県対馬市厳原町国分                                          |              |                |

## 国府にちなむ地名
古代の国府は現代では国府と書いて「こう」と読む地名として全国に残っている。府中は中世・近世に生まれた地名で、当時の国府・守護所に由来する。国府と書いて「こくふ」と読む地名には、近代以降に国府推定地に新たに付けられたものが多い。国分寺に由来すると思われる国分（こくぶ）を国府に変更した例もある。

### 国府（こう・こふ）
- 国府（こう、下野国）：栃木県栃木市[12]
- 国府台（こうのだい、下総国）：千葉県市川市
- 国府津（こうづ、相模国）：神奈川県小田原市
- 国府（こう、甲斐国）：山梨県笛吹市
- 国府台（こうのだい、遠江国）：静岡県磐田市
- 国府（こう、伊勢国）：三重県鈴鹿市
- 国府（こう、志摩国）：三重県志摩市
- 国府（こう、河内国）：大阪府藤井寺市
- 国府、国府川（こう、こうがわ、伯耆国）：鳥取県倉吉市
- 国府、国府駅（こう、こうえき、三河国）：愛知県豊川市国府（こう）町
- 国府宮（こうのみや、尾張国）：愛知県稲沢市（国府宮町）
- 国府川（こくふがわ/こうのかわ、佐渡国）：新潟県佐渡市真野
- 古国府、 古国府駅（ふるごう、ふるごうえき、豊後国）：大分県大分市
- 上府町、下府町（かみこうちょう、しもこうちょう、石見国）：島根県浜田市
- 古府（こふ、越中国）：富山県高岡市伏木

### 府中
- 利府（りふ、陸奥国）：陸奥府中に位置する。宮城県利府町。
- 府中市（ふちゅうし、武蔵国）：東京都多摩地区。
- 常府（じょうふ、常陸国）：常陸府中の略。石岡市の旧称。
- 信府（しんぷ、信濃国）：信濃府中の略。松本市の旧称。
- 駿府（すんぷ、駿河国）：駿河府中の略。静岡市の旧称。

- 府中（ふちゅう、美濃国）：岐阜県不破郡垂井町。
- 府中、府中駅（ふちゅう、ふちゅうえき、丹後国（「節用集」易林本での説））：京都府宮津市。
- 府中町（ふちゅうちょう、和泉国）：大阪府和泉市。
- 府中市（ふちゅうし、備後国）：広島県備後地区。
- 府中町（ふちゅうちょう、安芸国）：広島県安芸郡。
- 府中（ふちゅう、越前国）：福井県越前市。
- 府中（ふちゅう、若狭国）：福井県小浜市。
- 府中町（ふちゅう、讃岐国）：香川県坂出市。
- 讃岐府中駅（さぬきふちゅうえき、讃岐国）：香川県坂出市。
- 長府（ちょうふ、長門国）：長門府中の略。下関郊外。
- 国分府中町（こくぶふちゅうちょう、大隅国）：鹿児島県霧島市）

### 国府（こくふ）
- 国府地区（こくふちく、相模国）：神奈川県中郡大磯町。
- 国府町（こくぶちょう、信濃国）：長野県松本市。
- 国府（こくふ、越後国）：新潟県上越市。
- 国府町地区（こくふちょうちく、飛騨国）：岐阜県高山市
- 国府駅（こくふえき、但馬国国分寺に由来か）：兵庫県豊岡市
- 国府町地区（こくふちょうちく、因幡国）：鳥取県鳥取市
- 国府町地区（こくふまちちく、石見国）：島根県浜田市
- 国府町府中、府中駅（こくふちょうこう、こうえき、阿波国）：徳島県徳島市
- 国府地区（こくふちく、加賀国）：石川県小松市
- 国府、北府（こくふ、きたご、越前国）：福井県越前市。
- 国府、国府停留場（こくぶ、こくぶていりゅうじょう、託麻国[13]）：熊本県熊本市。
- 防府（ほうふ、周防国）：周防国府の略。

### 国衙
- 国衙（こくが、甲斐国）：山梨県笛吹市
- 国衙（こくが、淡路国）：兵庫県南あわじ市
- 国衙（こくが、周防国）：山口県防府市

### 府内
- 府内（ふない、豊後国）：大分市の旧称。

## 国府サミット
各地の国府所在地自治体との交流イベント。市町村サミットの一つ。各自治体持ち回りで開催。

### 全国
- 第1回 - 東京都府中市（こくふロマン交流祭2009in府中）[14] 平成21年（2009年）10月24日・25日
- 第2回 - 山口県防府市（周防国府サミット）平成23年（2011年）9月23日
- 第3回 - 香川県坂出市（国府サミットinさかいで）[15] 平成25年（2013年）10月6日
- 第4回 - 広島県府中市（全国国府サミットin備後府中）[16] 平成26年（2014年）
- 第5回 - 石川県小松市（全国国府サミットin小松）[17] 令和5年（2023年）10月21日

### こしのくに
古代こしのくに（越国）に属する6国の国府所在自治体で開催。
- 第1回 - 福井県越前市（こしのくに国府サミット）[18] 平成25年10月5日・6日
- 第2回 - 石川県小松市（こしのくに国府サミットin小松）[18] 平成27年7月11日
- 第3回 - 石川県七尾市（こしのくに国府サミットin七尾）[18] 平成29年11月11日・12日
- 第4回 - 富山県高岡市（こしのくに国府サミットin高岡）[18] 令和元年7月6日・7日